# Carabus staudingeri
Carabus staudingeri es una especie de insecto adéfago del género Carabus, familia Carabidae. Fue descrita científicamente por Ganglbauer en 1886.
Habita en Tayikistán y Uzbekistán.